# NGC 6521A
NGC 6521A is een spiraalvormig sterrenstelsel in het sterrenbeeld Draak. Het hemelobject werd op 27 oktober 1861 ontdekt door de Duits-Deense astronoom Heinrich Louis d'Arrest.

## Synoniemen
- MCG 10-25-121
- ZWG 300.98
- ZWG 301.4
- PGC 61141